# Hōkūkano-ʻUalapuʻe Complex
Der Hōkūkano-ʻUalapuʻe Complex ist eine prähistorische Fundstätte in Hawaii.
Er liegt auf mehreren Grundstücken neben der Hawaii Route 45 auf der Insel Molokaʻi. Der Hōkūkano-ʻUalapuʻe Complex enthält zwei Fischweiher und sechs Heiaus, das sind hawaiische Tempel. Am 29. Dezember 1962 wurde der Hōkūkano-ʻUalapuʻe Complex eine National Historic Landmark. Am 15. Oktober 1966 wurde er als Historic District in das National Register of Historic Places aufgenommen.